# Externaliteit
Een externaliteit, extern effect of externe kosten zijn niet gecompenseerde, door derden gemaakte kosten of geleden schade als gevolg van een economische activiteit. Dit kan optreden als personen, bedrijven of overheden geen rekening houden met de effecten op de welvaart van betreffende individuen. Externaliteiten hebben dan ook vaak geen invloed op de afwegingen van een in economische zin rationeel handelend individu.
Het begrip werd in 1920 geïntroduceerd in The Economics of Welfare door Arthur Cecil Pigou die de pigouviaanse belasting voorstelde om de maatschappelijke kosten terug te halen.

## Kenmerken
Externe effecten hebben vier hoofdkenmerken:
1. De effecten zijn onbedoeld.
2. Ze zijn non-monetair.
3. Ze veroorzaken schade (in het geval van externe kosten) of baten.
4. De effecten zijn niet meegerekend in de marktprijs; het is een vorm van marktfalen.

## Algemene voorbeelden
We kennen zowel positieve als negatieve externaliteiten.
Voorbeelden van positieve externaliteiten zijn: iemand verfraait zijn tuin en voorbijgangers genieten daarvan zonder ervoor te hoeven betalen. Of: een bedrijf dat zich vestigt in een gebied waar eerder gevestigde ondernemingen voor een goede infrastructuur, voor geschoolde arbeid en dergelijke hebben gezorgd, profiteert daarvan zonder ervoor te hoeven betalen.
Bij negatieve externaliteiten gaat het om handelingen waarbij de betreffende consument of producent andere actoren, de omgeving of de maatschappij schade toebrengt zonder dat die vergoed hoeft te worden. De maatschappelijke kosten van zijn handelingen zijn hoger dan de private kosten; dat zijn de kosten die de consument zelf calculeert. Een voorbeeld van een negatief extern effect is het gebruik van de openbare wegen: iedereen die zich op de weg begeeft zorgt voor congestie en daarmee voor kosten voor andere weggebruikers.

## Externaliteiten in de milieueconomie
De milieueconomie is een wetenschap waarin het begrip externaliteiten een grote rol speelt. Er zijn een enorm aantal dergelijke effecten die consumenten en producenten veroorzaken, waarvan de meeste negatief zijn. Een belangrijke reden waarom er zoveel externaliteiten optreden is dat het milieu vaak lijdt onder een tragedie van de meent (Engels: tragedy of the commons). Dit houdt in dat in de meeste gevallen niemand eigendomsrechten heeft van het milieu en de natuur en dat niemand zich daarom verantwoordelijk voelt. Het milieu zal op deze manier door iedereen gebruikt worden om een zo groot mogelijke winst te behalen, zonder daarbij te denken aan zaken als duurzaamheid en populatiegroottes van dieren en planten.
Voorbeelden van negatieve externaliteiten in de milieu-economie:
- het vangen van vis door een individueel bedrijf zorgt voor een afname van de totale vispopulatie waardoor de hele visserijsector schade ondervindt;
- het uitstoten van CO2 door een fabriek draagt bij aan de opwarming van de Aarde met alle schade die derden hiervan ondervinden;
- het lozen van afval- en koelwater in een rivier veroorzaakt vervuiling waardoor zuivering voor drinkwater duurder wordt;
- bij de productie van elektriciteit uit een verouderde bruinkoolcentrale komen zwavelgassen vrij. Dit veroorzaakt zure regen. De zure regen tast de gevels van huizen aan. Herstel van de schade komt voor rekening van de huizenbezitters en niet voor rekening van de centrale. Deze externe kosten zijn vaak niet verwerkt in de elektriciteitsprijs;
- transport en verkeer veroorzaken externe kosten door luchtvervuiling en ook door ongevallen en congestie.

Voorbeelden van positieve externaliteiten in de milieu-economie:
- landeigenaren maken winst door bomen te planten, maar ze genereren hiermee ook publieke baten door het verminderen van erosie, het verbeteren van de luchtkwaliteit, het tegengaan van klimaatverandering en het 'schoonheidseffect' van de bomen.
- de bijen die door imkers gehouden worden, zorgen voor bestuiving van gewassen bij landbouwpercelen in de buurt.
- sommige delen van de wereld profiteren van de door de mens veroorzaakte/versterkte klimaatverandering. Zij zien bijvoorbeeld hun voedselproductie stijgen;

## Oplossingen
Een oplossing om negatieve externaliteiten tegen te gaan is het internaliseren van externaliteiten. Er zijn enkele manieren waarop dit mogelijk is:
- de standaardoplossing in de economie is om regelingen te treffen waardoor het externe voordeel toch ten goede, of het externe nadeel toch ten laste komt van degene die externaliteiten veroorzaakt. Voorbeelden zijn rechten van belastingen en intellectueel eigendom, accijns op brandstof en milieuheffingen. Soms is internalisering echter niet haalbaar, omdat de kosten de opbrengsten overtreffen;
- instellen van quota, zoals bijvoorbeeld in de visserij of melkproductie;
- uitgeven van rechten, zoals bijvoorbeeld CO2-rechten;
- wetgeving/regulering (bijvoorbeeld boetes geven voor ongewild gedrag);
- het instellen van een ecotaks ter hoogte van de externe kosten (een Pigouviaanse belasting);
- onderlinge afspraken tussen actoren;
- publieke bewustwording van de problemen.

Toevoegen van de externe kosten aan de prijs van een product wordt door sommigen gezien als een manier om de milieuproblematiek door het marktmechanisme i.p.v door regelgeving op te lossen. Een probleem hierbij is dat met name milieuschade moeilijk te kwantificeren is.